# Втюрины
Втюрины — деревня в Оричевском районе Кировской области в составе Спас-Талицкого сельского поселения.

## География
Расположена на расстоянии примерно 4 км на запад от райцентра поселка  Оричи.

## История
Известна с 1671 года как починок Сласниково с 1 двором, в 1764 году (починок Лариона Сласникова) уже 21 житель. В 1873 году здесь (починок Лариона Сласникова или Втюрины) дворов 13 и жителей 90, в 1905  21 и 134, в 1926 (деревня Втюрины или Сластиковы) 25 и 121, в 1950 21 и 75, в 1989 оставалось 14 постоянных жителей. 

## Население
Постоянное население составляло 5 человек (русские 100%) в 2002 году, 3 в 2010.